# 岩元巌
岩元 巌（いわもと いわお、1930年2月16日 - ）は、日本のアメリカ文学者、翻訳家。筑波大学、麗澤大学名誉教授。

## 来歴
大分県生まれ。1953年東京教育大学卒業。中央大学、東京学芸大学を経て筑波大学教授、1990年退官し麗澤大学教授、2003年退職。
バーナード・マラマッド、セオドア・ドライザーなどアメリカ小説を広く研究し、ジョン・アップダイク、ケン・キージーなどの翻訳で知られる。

## 著書
- 『現代のアメリカ小説 対立と模索』（英潮社出版） 1974
- 『マラマッド 芸術と生活を求めて』（冬樹社） 1979
- 『現代アメリカ作家の世界』（リーベル出版） 1988
- 『変容するアメリカンフィクション 変化を読む』（南雲堂） 1989
- 『ミドルタウン物語』（沖積舎） 1999
- 『シオドア＝ドライサー』（清水書院） 2002、のち新版 (人と思想 Century books) 2016
- 『大拙さんの後影』（沖積舎） 2005
- 『シオドア・ドライサーの世界 アメリカの現実アメリカの夢』（成美堂） 2007
- 『現代アメリカ文学講義』（彩流社、フィギュール彩） 2016

## 共編著
- 『小説の語り』（山形和美,岡本靖正共編、朝日出版社） 1974
- 『小説の時間』（山形和美,岡本靖正共編、朝日出版社） 1975
- 『小説の空間』（岡本靖正,山形和美共編、朝日出版社） 1976
- 『アメリカ小説の展開』（高村勝治共編、松柏社） 1977
- 『コンパクトアメリカ文学史』（酒本雅之共編著、荒竹出版） 1980
- 『アメリカ文学のヒロイン』（森田孟共編、リーベル出版） 1984
- 『アメリカの小説 - 理論と実践』（森田孟共編、リーベル出版） 1987
- 『セクシュアリティと罪の意識 読み直すホーソーンとアップダイク』（鴨川卓博共編著、南雲堂） 1999
- 『アメリカ文学思潮史 社会と文学』【増補版】（福田陸太郎,徳永暢三共編、沖積舎） 1999

## 翻訳
- 『ジャイヴァス・ニガーの性的遍歴』（セシル・ブラウン、講談社） 1972
- 『根源的な無垢 現代アメリカ小説論』（イーハブ・ハッサン、新潮社） 1972
- 『批評の方法2 解釈批評の方法』（スタンレー・ハイマン、利沢行夫共訳、大修館書店） 1974
- 『郭公の巣』（ケン・エルトン・キージー、冨山房） 1974、のち改題新版『カッコーの巣の上で』1996、のち白水Uブックス 2014
- 『ノーマン・メイラー』（ロバート・F・ルーシッド、石塚浩司共訳、冬樹社） 1976
- 『セポイの反乱』（ジェイムズ・G・ファレル、新潮社） 1977
- 『アメリカの都市小説』（ブランチ・H・ゲルファント、研究社出版） 1977
- 『結婚しよう』（ジョン・アップダイク、新潮社、新潮・現代世界の文学） 1978、のち新潮文庫 1988
- 『フローティング・オペラ』（ジョン・バース、講談社） 1980
- 『幸福な生きかたを考える』（ジョン・ラボック、外山滋比古共訳、三笠書房） 1983
- 『<群島>から来た男』（ウィリアム・F・バックリー、角川書店） 1987
- 『特命潜艦<トリガー>出動!』（アントニー・メルヴィル＝ロス、角川文庫） 1988
- 『闇に泣く』（ジョン・ブライソン、角川文庫） 1989
- 『スパイvs.スパイ 米ソ情報戦の内幕』（ロナルド・ケスラー、新潮文庫） 1990
- 『メイプル夫妻の物語』（ジョン・アップダイク、新潮文庫） 1990
- 『乗っ取り』（J・R・ジョンソン、角川文庫） 1991
- 『ギャングランド』（ウィリアム・P・ウッド、角川文庫） 1991
- 『パーフェクト・プレイス』（シーラ・コーラー、新潮文庫） 1994
- 『ドッグ・ストーリーズ』（ジーン・シントウ編、新潮文庫） 1994
- 『20世紀の芸術と生きる ペギー・グッゲンハイム自伝』（ペギー・グッゲンハイム、みすず書房） 1994
- 『アップダイク自選短編集』（ジョン・アップダイク、新潮文庫） 1995
- 『概説アメリカの文学』（ピーター・B・ハイ、竹村和子共訳、桐原書店） 1995
- 『ゴルフ・ドリーム』（ジョン・アップダイク、集英社） 1997
- 『猫好きに捧げるショート・ストーリーズ』（ロアルド・ダール他、共訳、国書刊行会） 1997
- 『レターズ』1 - 2（ジョン・バース、共訳、国書刊行会） 2000